# Tipula (Microtipula) eurymera eurymera
Tipula (Microtipula) eurymera eurymera is een ondersoort van de tweevleugelige Tipula (Microtipula) eurymera uit de familie langpootmuggen (Tipulidae). De ondersoort komt voor in het Neotropisch gebied.